# Balsamorhiza sagittata
Espèce
Balsamorhiza sagittata est une espèce de plantes à fleurs de la famille des Composées (Asteraceae).

## Description morphologique

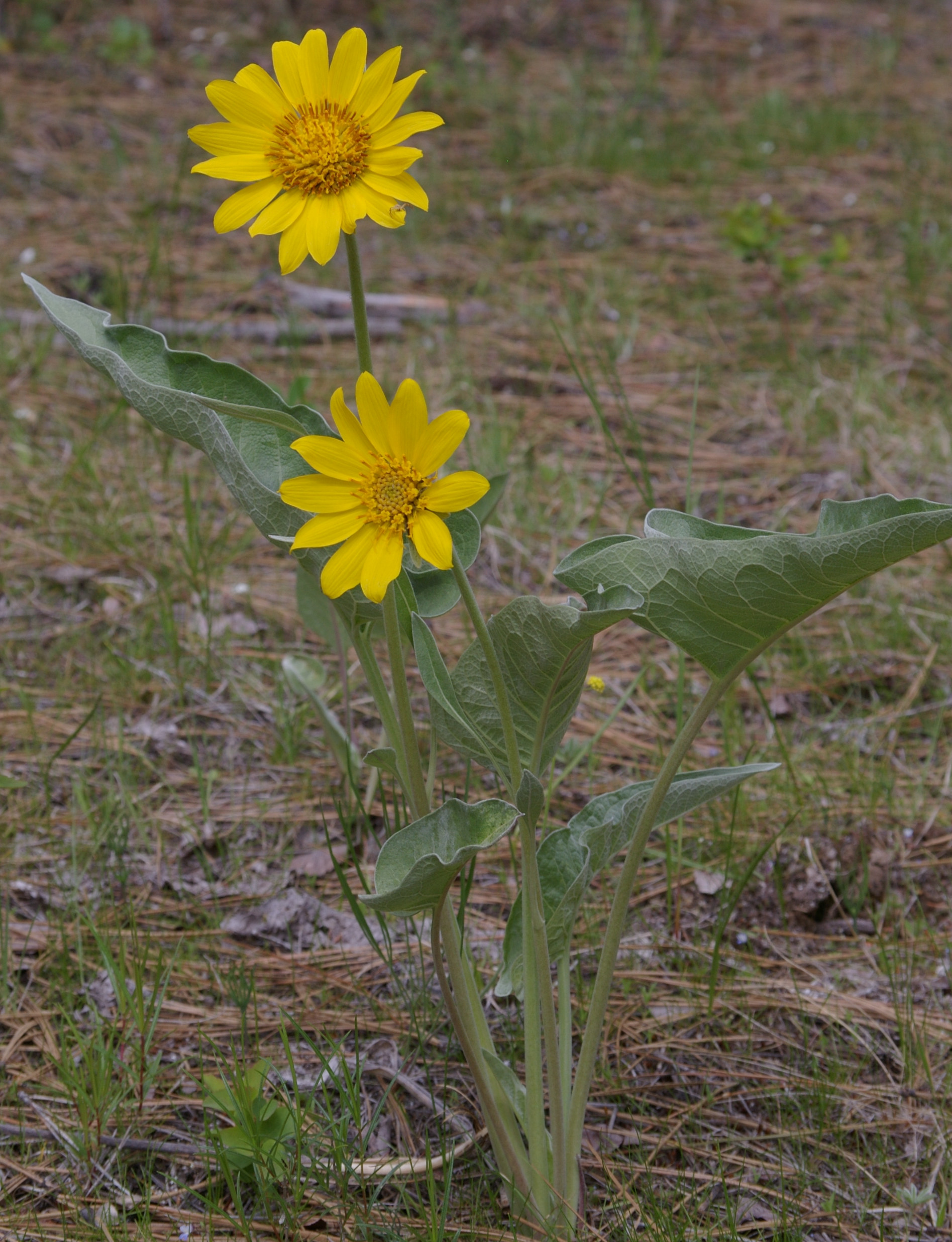
Détails sur la feuille et l'inflorescence.

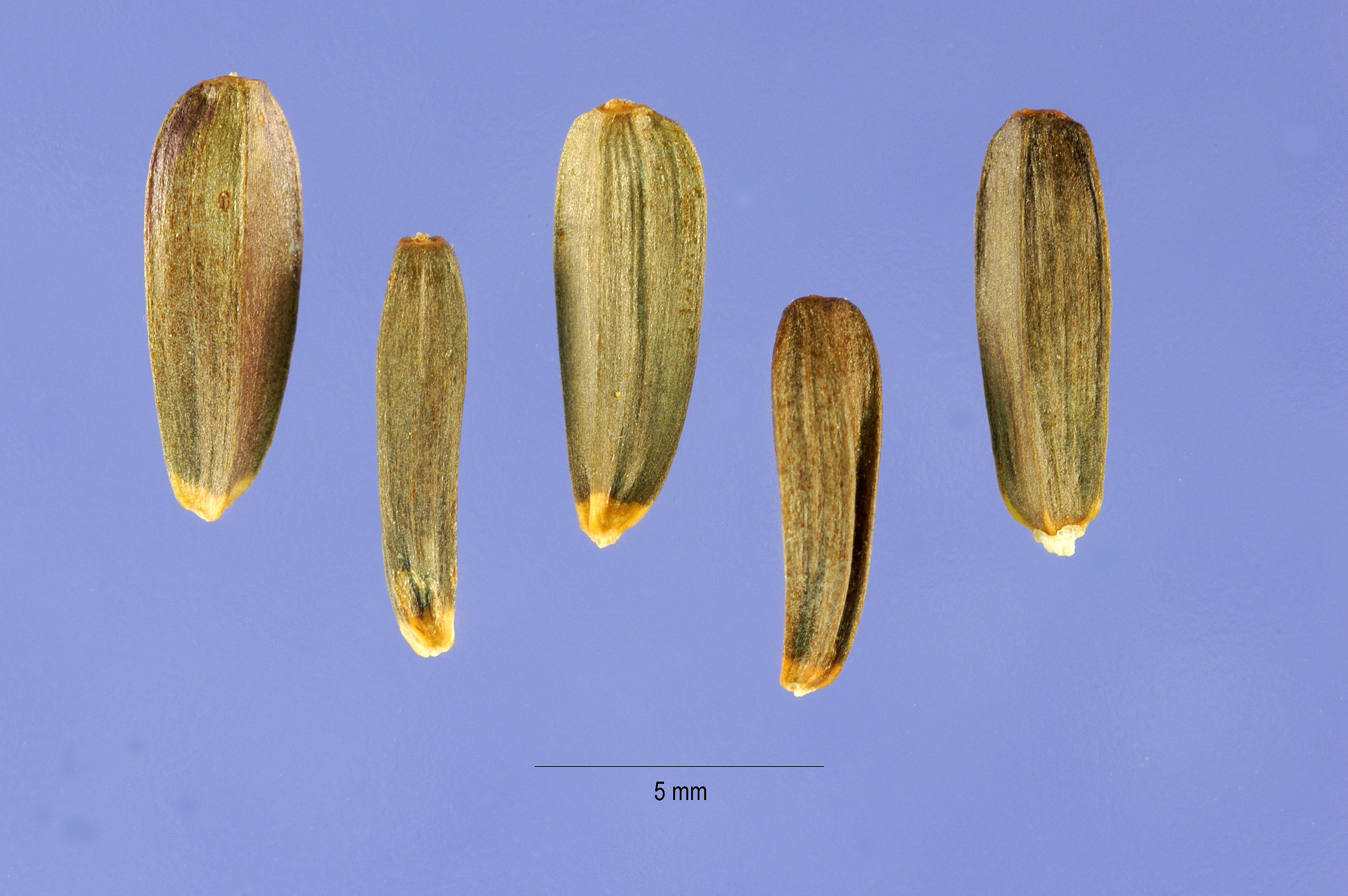
Akènes de Balsamorhiza sagittata.

### Appareil végétatif
Cette plante, qui forme des touffes de feuilles à maturité, mesure de 20 à 80 cm de hauteur. Les feuilles formant la touffe sont sagittées ; elles sont couvertes de poils courts leur conférant un toucher proche de celui de la feutrine, peuvent mesurer jusqu'à 30 cm de longueur et sont situées au sommet d'un pétiole presque aussi long qu'elles-mêmes. Celles situées sur la tige florale sont lancéolées, presque linéaires, et sont beaucoup plus petites.

### Appareil reproducteur
La floraison a lieu entre mai et juillet.
L'inflorescence est un grand capitule d'un jaune brillant, constitué à la fois de fleurons ligulés et tubulaires. Chaque capitule mesure de 10 à 12,5 cm de diamètre. Les bractées sont couvertes de poils laineux. Il y a 8 à 25 fleurons ligulés de 2,5 à 3,8 cm de long et de nombreux fleurons tubulaires, chacun enveloppé d'une petite écaille parcheminée.
Les fruits sont des akènes dépourvus de pappus ou d'écaille.

## Espèces proches
Balsamorhiza deltoidea est une espèce très similaire, ayant une aire de répartition assez semblable, mais qui a des feuilles moins velues et, de fait, qui est d'un vert plus franc et qui de plus garde ses fleurons ligulés moins longtemps après la formation des akènes. Les autres Balsamorhiza ont très souvent des feuilles profondément découpées en lobes et ne peuvent être confondues avec ces deux premières espèces.

## Répartition et habitat
Cette plante vit en Amérique du Nord. Son aire de répartition s'étend, au nord, jusqu'à la Colombie-Britannique au Canada, et au sud, aux États-Unis, jusqu'à la Californie à l'ouest, et à l'est jusqu'au Montana, au Dakota du Sud et au Colorado.
Elle pousse sur les flancs des collines en espace dégagé, dans les pinèdes peu denses, dans les prairies ou en association avec Artemisia tridentata.

## Balsamorhiza sagittataet l'homme
Les Amérindiens utilisaient la racine de cette plante à des fins médicinales.